# Opperste Sovjet van de Armeense Socialistische Sovjetrepubliek
De Opperste Sovjet van de Armeense Socialistische Sovjetrepubliek (Armeens: ՀԽՍՀ Գերագույն խորհուրդ, HKhSH Geraguyn khorhurd) was de benaming van de opperste sovjet (wetgevende vergadering met bepaalde uitvoerende bevoegdheden) van genoemde sovjetrepubliek en bestond van 1938 tot 1990. In 1990 werd Armenië onafhankelijk en werd de naam gewijzigd in Opperste Raad van Armenië (Հայաստանի Հանրապետության Գերագույն խորհուրդ). De bevoegdheden van de Opperste Raad waren sinds 1990 beperkt tot het wetgevende. In 1995 werd de Opperste Raad vervangen door de Nationale Vergadering van Armenië (Հայաստանի Հանրապետության Ազգային ժողով).
Verkiezingen voor de Opperste Sovjet vonden om de vier jaar plaats en het parlement kwam twee sessies per jaar bijeen. De laatste verkiezingen voor de Opperste Sovjet vonden in augustus 1990 plaats en werden gewonnen door de democratische oppositie. Kort na de verkiezingen werd de republiek Armenië uitgeroepen als soevereine staat binnen de USSR; in 1991 werd het land volledig onafhankelijk.
Tussen de zittingen van de Opperste Sovjet in, nam het Presidium van de Opperste Sovjet het dagelijks bestuur waar. De voorzitter van het Presidium was het hoofd van de Armeense SSR. Het Presidium werd in 1990 ontbonden en de bevoegdheden van de voorzitter van het Presidium werden overgeheveld naar de voorzitter van de Opperste Raad; echter, de voorzitter van de Opperste Raad bekleedde sinds 1991 niet meer de functie van staatshoofd, maar alleen die van parlementsvoorzitter. 

## Oproepingen
| Periode   | Oproeping | Aantal sessies |
| --------- | --------- | -------------- |
| 1938-1947 | Ie        | 11             |
| 1947-1951 | IIe       | 5              |
| 1951-1955 | IIIe      | 5              |
| 1955-1959 | IVe       | 8              |
| 1959-1962 | Ve        | 9              |
| 1963-1966 | VIe       | 9              |
| 1967-1970 | VIIe      | 7              |
| 1971-1974 | VIIIe     | 8              |
| 1975-1979 | IXe       | 11             |
| 1980-1984 | Xe        | 10             |
| 1985-1990 | XIe       | 12             |
| 1990      | XIIe      | 1              |
| HB USSR   |           |                |

## Voorzitters (van het Presidium) van de Opperste Sovjet
| Voorzitter                                                      | Voorzitter                             | Begin termijn    | Einde termijn    | Partij |
| --------------------------------------------------------------- | -------------------------------------- | ---------------- | ---------------- | ------ |
| Voorzitter van het Presidium van de Opperste Sovjet (1938-1990) |                                        |                  |                  |        |
|                                                                 | Matsak Petrosovitsj Papjan             | 13 juli 1938     | 1 april 1954     | HKK    |
|                                                                 | Sjmalon Minasovitsj Aroesjanjan        | 1 april 1954     | 3 april 1963     | HKK    |
|                                                                 | Nagoesj Chatsjatoerovitsj Aroetjoenjan | 3 april 1963     | 3 juli 1975      | HKK    |
|                                                                 | Babken Jesajevitsj Sarkisov            | 3 juli 1975      | 6 december 1985  | HKK    |
|                                                                 | Grant Moesjegovitsj Voskanjan          | 6 december 1985  | 4 augustus 1990  | HKK    |
| Voorzitter van de Opperste Raad (1990-1996)                     |                                        |                  |                  |        |
|                                                                 | Levon Akopovitsj Ter-Petrosjan         | 4 augustus 1990  | 11 november 1991 | HHSh   |
|                                                                 | Babken Ararktsyan                      | 11 november 1991 | 7 juli 1995      | HHSh   |
| Bron: WSM[dode link], Handboek USSR                             |                                        |                  |                  |        |